# Titularbistum Lambiridi
Lambiridi  ist ein Titularbistum der römisch-katholischen Kirche.
Die in Nordafrika gelegene Stadt war ein alter römischer Bischofssitz, der im 7. Jahrhundert mit der islamischen Expansion unterging. Er lag in der römischen Provinz Numidien.
| Titularbischöfe von Lambiridi |                                    |                                            |                   |                 |
| Nr.                           | Name                               | Amt                                        | von               | bis             |
| 1                             | Miguel Angel Lecumberri Erburu OCD | Apostolischer Vikar von Tumaco (Kolumbien) | 3. Mai 1966       | 14. März 2007   |
| 2                             | Wiesław Lechowicz                  | Weihbischof in Tarnów (Polen)              | 22. Dezember 2007 | 15. Januar 2022 |
| 3                             | Mario Luis Durán Berríos           | Weihbischof in La Paz (Bolivien)           | 22. Februar 2022  |                 |